# Zwergohreule
Die Zwergohreule (Otus scops) ist nach dem Sperlingskauz die kleinste europäische Eule; sie erreicht knapp Amselgröße. Die Art ist in sechs Unterarten aufgeteilt, die jedoch recht wenig differenziert sind. Neben der Nominatform (O. s. scops) (Linnaeus, 1758) kommen noch O. s. cycladum (Tschusi, 1904), (Kykladen und Kreta), O. s. cyprius (Madarász, 1901) (Zypern, Levante) und O. s. mallorcae von Jordans, 1923 (Balearen) in Europa vor. Die Vorkommen von O. s. pulchellus (Pallas, 1771) grenzen östlich an das der Nominatform an und reichen bis zum Baikalsee; die südlichste und hellste Unterart, O. s. turanicus (Loudon, 1905), brütet vor allem in den Steppen- und Oasengebieten des Mittleren Ostens, ostwärts bis Pakistan.

## Aussehen
Die Zwergohreule zählt zu den gut bestimmbaren Eulenarten. Sie wird zwischen 19 und 21 cm lang, bei einer Spannweite von 47 bis 54 cm. Der Größen- und Proportionseindruck bei dieser Art ist sehr stark von der Stellung der Federohren abhängig: Sind sie angelegt, wirkt die Eule klein, gedrungen, großköpfig (in diesem Falle besteht eventuell eine Verwechslungsmöglichkeit mit dem Steinkauz). Bei voll aufgerichteten Federohren wirkt sie dagegen schlank, schmalköpfig und größer, als sie tatsächlich ist.
Die Zwergohreule hat ein rindenfarbenes, graues bis kastanienbraunes Gefieder mit unterschiedlich deutlichen Weißeinschlüssen. Die Augen haben eine gelborange Iris. Auf der Unterseite des Körpers befinden sich auffallende schwarze Längsstreifen.
Im Flugbild wirkt sie deutlich kurzschwänziger und weniger breitflügelig als der Steinkauz.

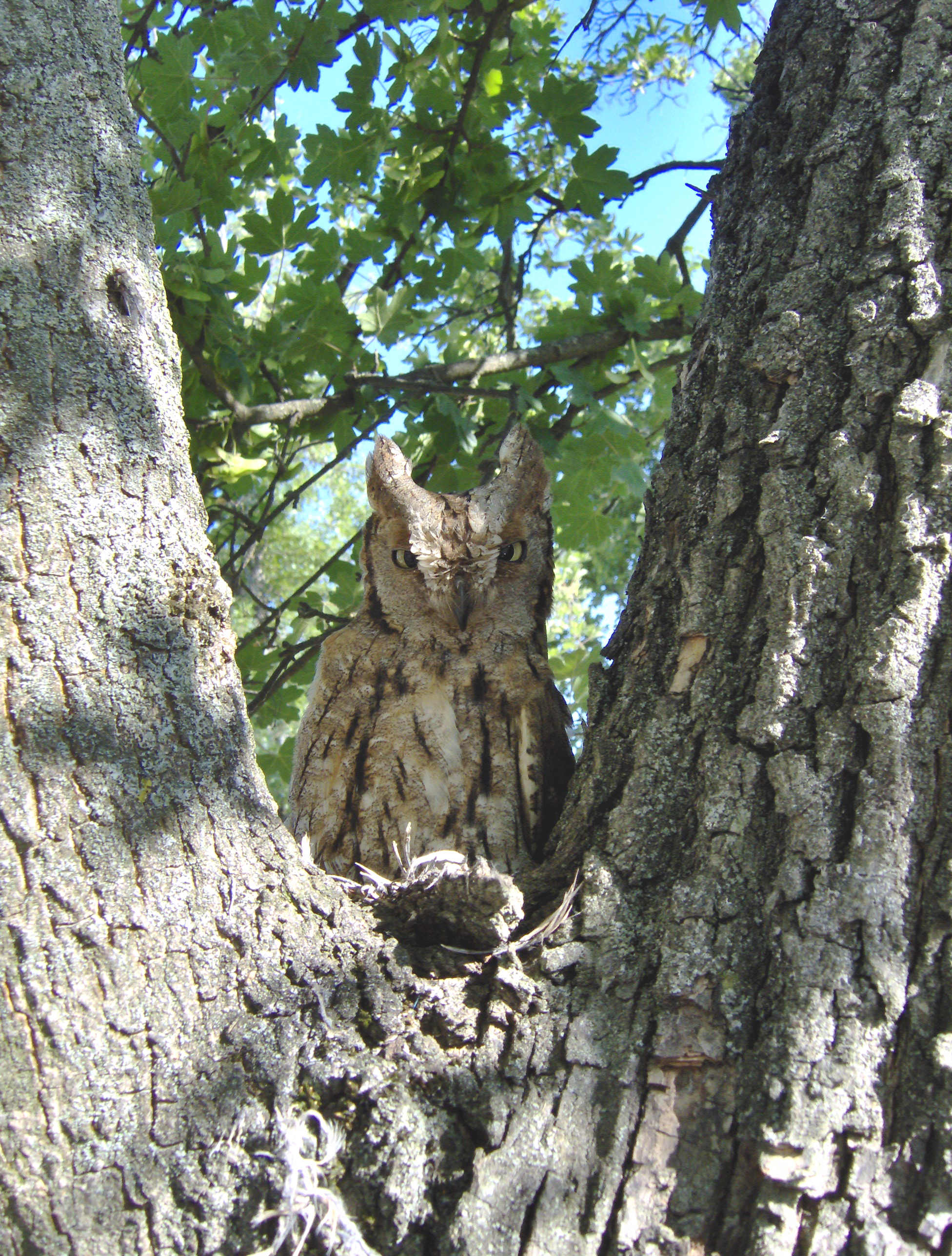

## Stimme
Abgesehen von der Verwechslungsmöglichkeit mit den Rufen der Geburtshelferkröte ist der Gesang der Zwergohreule unverwechselbar. Er ist ein peilsenderartiges, fast immer einsilbiges, etwas nasales und nicht besonders lautes „Djü“ in einer Tonhöhe von etwa 1400 Hz, das in Abständen von 2 bis 3,5 Sekunden oft stundenlang wiederholt wird. Zuweilen geht dem Hauptton ein Anlaut voraus, sodass der Ruf zweisilbig erscheint. Der Ruf der Geburtshelferkröte lautet dagegen auf „ü“ ohne Modulierung und klingt heller, zudem etwa einen ganzen Ton tiefer. Er erinnert entfernt an das Glockengebimmel von Vieh.
Da die Zwergohreule während des Gesanges den Kopf dreht, ist sie nur schwer aufgrund ihrer Rufe zu lokalisieren. Die Gesangsaktivität beginnt kurz nach Sonnenuntergang und endet in der Morgendämmerung; nach Mitternacht geht die Rufaktivität für ein bis zwei Stunden deutlich zurück. Männchen und Weibchen rufen häufig im Duett, das Weibchen ruft dabei in einer etwas höheren Tonlage und etwas weniger regelmäßig als das Männchen.
Bei Erregung ist vor allem in Höhlennähe ein eulentypisches einzelnes oder gereihtes Schnabelknappen zu vernehmen.

### Stimmbeispiele
In der folgenden Datei sind zwei Männchen mit unterschiedlicher Stimmcharakteristik zu hören. Der erste Gesang ist durch einen halbvokalisierten Anlaut gekennzeichnet, beim zweiten fehlt dieser. Die zweite Ruffolge ist für die Nominatform typischer. Im Hintergrund hört man in der Ferne einen zweiten Rufer.
- Stimmcharakteristik zweier Männchen (MP3; 132 kB)

Der folgende Link verweist auf ein Klangbeispiel für den Ruf von Geburtshelferkröten.
- Ruf von Geburtshelferkröten (WMA; 275 kB)

Ruf einer Zwergohreule, aufgenommen im Juli 2014 auf der Katarineninsel bei Rovinj (Kroatien): 

## Lebensraum
Die Zwergohreule ist eine thermophile (wärmeliebende) Art, die offene, zuweilen auch aride (trockene) Landschaften nutzt. Olivenhaine, Pinienwäldchen, lichte Eichenbestände, aber auch Friedhöfe und zum Teil Parkanlagen sind geeignete Habitate. Im Norden des Verbreitungsgebietes ist sie vor allem an wärmeexponierten Südhängen bzw. in Weinbauklimaten anzutreffen. Geschlossene Wälder besiedelt sie dagegen nicht. Im europäischen Winterhalbjahr hält sie sich in den afrikanischen Savannen auf.

## Verbreitung und Vorkommen

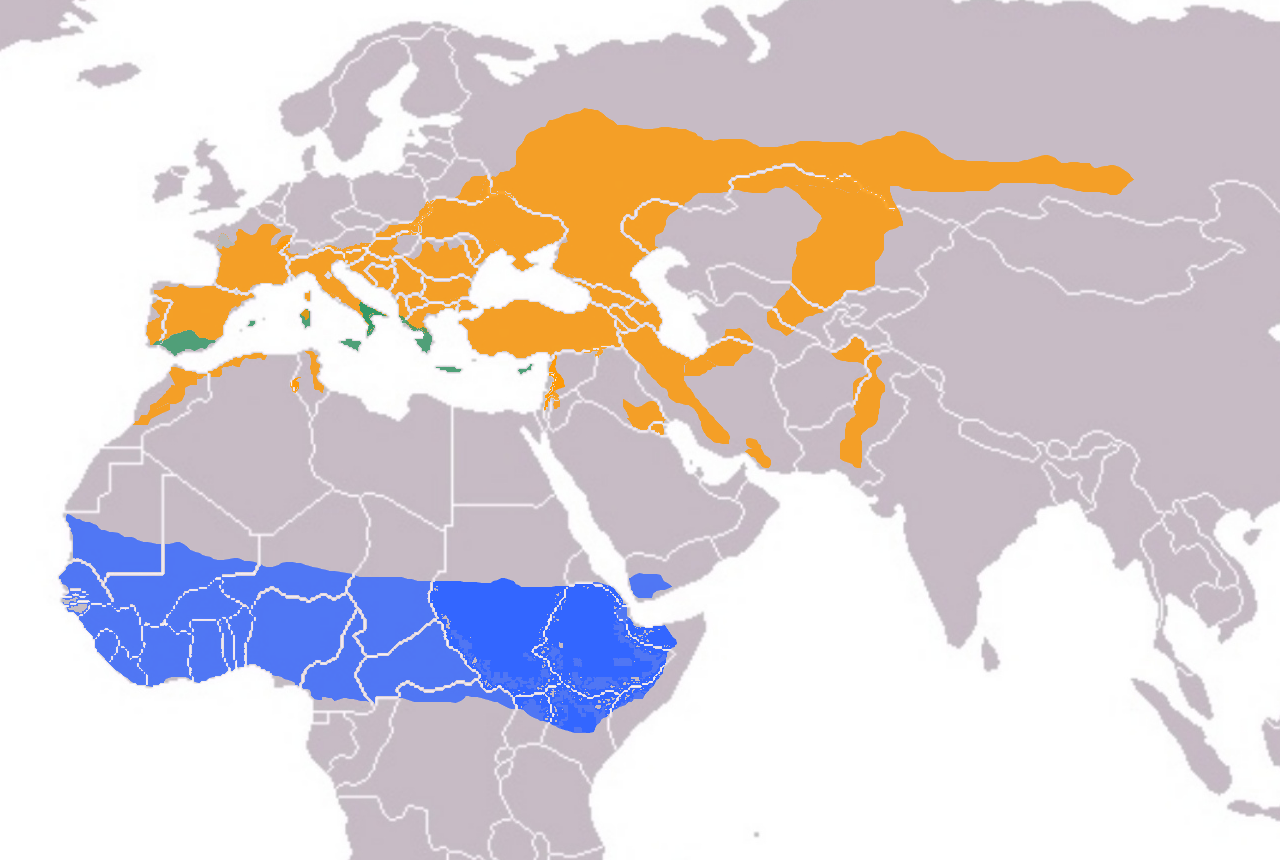
orange: Sommervogel, meistens Langstreckenzieher
grün: Jahresvogel oder Teilzieher
blau: Überwinterungsgebiete

Die Schwerpunkte des Zwergohreulenvorkommens liegen entlang des Mittelmeeres mit Konzentrationen in Spanien, Kroatien und der Türkei. Etwas lückenhafter sind die Bestände in Frankreich und Italien. Auch in Nordafrika ist sie eher lückenhaft vertreten, in Libyen und Ägypten fehlt sie völlig. In Mitteleuropa erreichen ihre Vorkommen die Nordgrenze, entsprechend dünn ist die Besiedelung.
In der Schweiz sind die früher recht guten Vorkommen rund um den Genfersee und im Mittelwallis fast vollständig erloschen. Dasselbe gilt für die Verbreitung der Art in Österreich, wo nur noch vier Gebiete  in der Südsteiermark zwischen Bad Gleichenberg und Unterlamm, in Südkärnten an den Hängen des Sattnitzgebietes im Klagenfurter Becken, im Burgenland bei Mattersburg und in den Bezirken Jennersdorf und Güssing besetzt sind.
In Deutschland gibt es in jedem Jahr Brutzeitbeobachtungen (vor allem in Bayern), aber kaum Brutnachweise. So stammt der erste Brutnachweis aus Hessen aus dem Jahr 2007. Die Zwergohreulen brüteten in einer Platane am Siedlungsrand eines Ortes in der Wetterau. Der erste Brutnachweis in Bayern erfolgte 1960 in Unterfranken. Die zweite erfolgreiche Brut auf bayerischem Gebiet konnte erst 2007 im Ammersee-Gebiet nachgewiesen werden.

## Verhalten und Brut

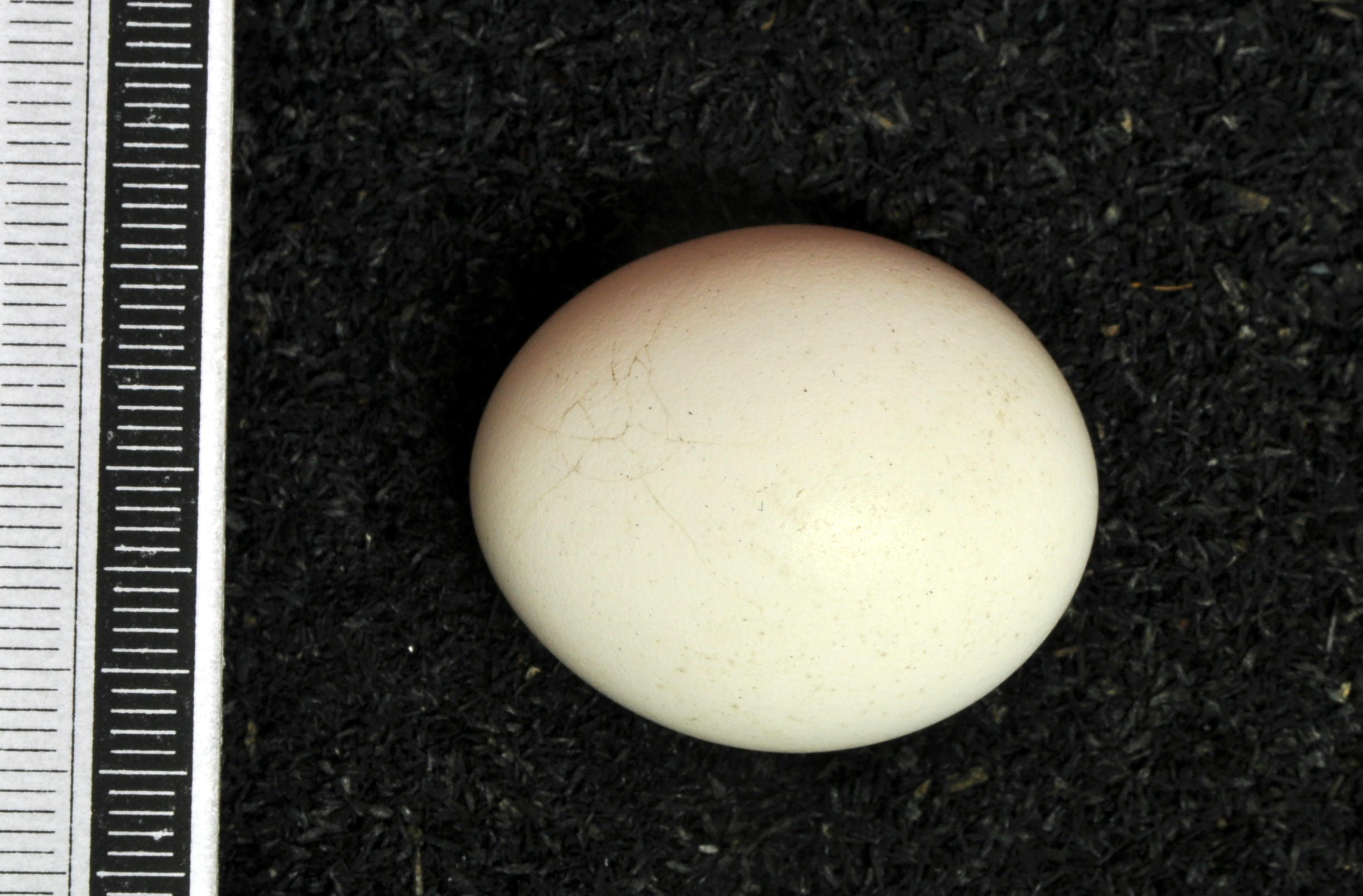
Ei, Sammlung Museum Wiesbaden

Die Zwergohreule ist ein rein nachtaktiver Vogel mit einem zweiphasigen Aktivitätsprofil. Der Schwerpunkt der Aktivität liegt dabei vor Mitternacht. Zwischen 0 Uhr und zwei Uhr wird meistens eine ausgeprägte Ruhepause eingelegt. Etwa mit Sonnenuntergang oder kurz danach beendet die Eule ihre Ruhephase, in der frühen Morgendämmerung zieht sie sich in ihren immer sehr gut gedeckten Unterstand zurück und verbringt den Tag meistens weitgehend reglos; nur kurze Putzphasen unterbrechen diese Ruheperiode. Männchen und Weibchen benutzen auch während der Jungenaufzucht nur äußerst selten den gleichen Schlafbaum, Körperkontakt in der Ruhephase wurde außerhalb der Balzzeit nicht beobachtet. Während der Brut- und Fütterungszeit liegt der Unterstand des Männchens meistens in Sichtkontakt zur Bruthöhle. Ästlinge ruhen meistens dicht aneinandergedrängt auf einem Ast in unmittelbarer Stammnähe.
In Bedrohungssituationen nehmen Zwergohreulen eine hochaufgerichtete Tarnstellung ein. In dieser Position verharren sie lange Zeit regungslos und lassen einen potentiellen Feind nahe herankommen. Erst spät fliegen sie auf und wechseln den Einstand, wo sofort wieder diese Tarnstellung eingenommen wird. Fehlt die Fluchtmöglichkeit, zeigt die Eule ein recht vielfältiges Aggressionsverhalten wie Fauchen, Schnabelknappen und asynchrones Augenaufreißen, das in direkte Attacken mit Krallen und Schnabel übergehen kann.
Zwergohreulen plustern während der Tagesruhe ihr Gefieder zwar oft auf, doch wurde regelrechtes Sonnenbaden ebenso wenig beobachtet wie Sandbaden.
Der geradlinige Ruderflug ist fast geräuschlos, dazwischen werden ebenfalls geradlinige Gleitphasen eingelegt. Auch dadurch unterscheidet sich die Art deutlich vom Steinkauz, dessen Flug immer wellenförmig verläuft. Im Flug wirkt die Zwergohreule ausgesprochen langflügelig, ist jedoch von dem in ähnlichen Lebensräumen vorkommenden Ziegenmelker durch den dicken Kopf sehr gut unterscheidbar.
Zwergohreulen führen eine monogame Saisonehe. Gelegentlich wurde Polygynie festgestellt. Auch bei frühem Partnerverlust kommt es nur selten zu einer Neuverpaarung. Die Vögel sind mit etwa 10 Monaten geschlechtsreif. Während der Brutzeit sind die Eulen territorial, wobei die Weibchen das Territorium energischer verteidigen als die Männchen, die auf revierfremde Weibchen meistens nicht aggressiv reagieren.
Als Höhlenbrüter brütet die Zwergohreule meistens in Baumhöhlen, gelegentlich nutzt sie auch Halbhöhlen in Felsen und Gebäuden. Selten wurden auch Bruten in alten Krähen- und Elsternestern sowie in Nistkästen festgestellt. Nach Eulenart wird der Nistplatz kaum adaptiert, lediglich die unmittelbare Stelle der Eiablage wird etwas ausgescharrt. Nistmaterial wird nicht eingetragen, das anderer Vögel (zum Beispiel bei Nistkastenbruten) wird nicht entfernt.
Das meistens aus drei bis vier fast ungefleckt weißen, kurzovalen Eiern in der mittleren Größe von 31 × 27 Millimetern bestehende Gelege wird nur vom Weibchen bebrütet. Die Jungen schlüpfen nach etwa 22 Tagen und werden von beiden Eltern versorgt. Sie sind mit ungefähr 40 Lebenstagen imstande, selbständig Beute zu schlagen, werden aber noch gut 20 Tage länger von den Eltern versorgt. Danach verlassen sie das Elternrevier.

## Nahrung und Nahrungserwerb
Die Zwergohreule ist vor allem ein Insektenjäger. Zikaden, Heuschrecken und Käfer gehören überwiegend zu ihrer Beute. Sie frisst außerdem auch Asseln und Regenwürmer. Seltener, und in einem mengenmäßig unbedeutenderen Ausmaß, erbeutet sie auch verschiedene Kleinvögel, Kleinsäuger, vor allem Echte Mäuse und Spitzmäuse, sowie Amphibien und kleine Reptilien.
Die Beute wird von einem niedrigen Ansitz aus erspäht und am Boden geschlagen. Nur sehr selten jagt sie während des Fluges oder zu Fuß. Unbekannt ist noch, mit welcher Jagdtechnik sie Vögel fängt.

## Zugverhalten
Im größten Teil ihres Verbreitungsgebietes ist die Zwergohreule ein Zugvogel mit Überwinterungsgebieten in den Baum- und Gebüschsavannen südlich der Sahara und nördlich der Regenwaldzone in Afrika. Auch im Jemen überwintern Zwergohreulen. Die östliche Unterart pulchellus überwintert in Indien. Die Jungvögel beginnen ab Mitte August mit dem Zug und Ende September ist der Wegzug aller Vögel abgeschlossen. Die Populationen in Nordafrika, Südspanien, Süditalien, Südgriechenland, Zypern und Teile der Türkei sind Standvögel im Brutgebiet. Nur die Unterart cyprius in Zypern scheint zur Gänze Standvogel zu sein. Aus den Überwinterungsgebieten kehren die Zwergohreulen frühestens Ende März in ihre Brutgebiete zurück, meistens aber in der zweiten Aprilhälfte. Auch die außereuropäischen Unterarten sind zum Großteil Langstreckenzieher mit Überwinterungsgebieten im östlichen Afrika. Die genauen Zugrouten sind bisher nicht erforscht.

## Bestandsentwicklung

### Bestandstrends in Mitteleuropa
Mitteleuropa liegt am Nordrand des weiten Verbreitungsgebietes dieser Art, sodass sich die Bestände von jeher auf klimatisch begünstigte, meistens südexponierte Lagen beschränkten. Die nördlichsten Brutplätze lagen im Elsass, sie sind seit 1986 verwaist. Dennoch kommt es jedes Jahr (wahrscheinlich durch Zugprolongation) zu Einflügen auch ins zentrale Mitteleuropa, sodass gelegentliche Bruten in den südlichen deutschen Bundesländern und im Rheintal nicht auszuschließen sind.
Wie bei allen thermophilen, insektivoren Arten brachen die Bestände seit den 60er Jahren dramatisch zusammen. Als Ursachen werden Lebensraumzerstörung und Beutemangel durch Biozideintrag sowie Klimafaktoren diskutiert. Die Intensivierung der Landwirtschaft führte zum Rückgang der Großinsekten, der Hauptnahrung der Zwergohreule. In Österreich stellte man den Verlust von Habitatstrukturen wie Feldgehölzen und Buschreihen, eine zunehmende Verwaldung und die Aufgabe von Wiesen- und Weidewirtschaft als Rückgangsursache fest.  
Dazu kommen noch direkte Verfolgung und gerade bei vielen Eulen hohe Verluste durch den Straßenverkehr. Auch die zunehmende Verschlechterung der Lebensbedingungen in den Überwinterungsgebieten tragen zum Rückgang der Bestände dieser Art bei. Allein die Vorkommen in Ungarn zeigen zurzeit eine stabile, vielleicht sogar eine etwas positive Tendenz. Der Gesamtbestand dieser Eulenart in Mitteleuropa wird zurzeit 500 Brutpaare nicht überschreiten.

### Bestandsprognose für Europa
Die Zwergohreule gilt als eine der Arten, die vom Klimawandel profitieren wird. Ein Forschungsteam, das im Auftrag der britischen Umweltbehörde und der Royal Society for the Protection of Birds die zukünftige Verbreitungsentwicklung von europäischen Brutvögeln auf Basis von Klimamodellen untersuchte, geht davon aus, dass bis zum Ende des 21. Jahrhunderts das Verbreitungsgebiet der Zwergohreule sich nach Norden und Nordosten ausdehnen wird. Anders als bei den meisten anderen Arten mit einer Arealverschiebung nach Norden bietet das heutige Verbreitungsgebiet dieser Art jedoch weiterhin geeignete Lebensräume. Zu den potentiell geeigneten neuen Verbreitungsgebieten zählen unter anderem der Südosten Englands, Dänemark, der äußerste Süden Schwedens sowie der gesamte mitteleuropäische Raum.